# Rupert Berger
Rupert Berger (10 de fevereiro de 1896 - 9 de fevereiro de 1958) foi um político alemão, representante da União Social-Cristã da Baviera. Em 1946, foi eleito para representar o Landtag da Baviera.